# Matías Porcari
Matías Porcari (Laguna Larga, Provincia de Córdoba, Argentina, 12 de abril de 1986) es un futbolista argentino que juega de centrocampista en el Potros de Barinas Fútbol Club de la Segunda División de Venezuela. Nació en Laguna Larga por cuestiones familiares, pero vivió durante toda su infancia en la ciudad de Oncativo de la cual se considera nativo. En  dicha ciudad dio sus primeros pasos en el fútbol hasta que a la edad de 12 años fichó para el Club Atlético Belgrano, donde realizaría su debut profesional en el año 2004.

## Clubes
| Club                 | País      | Año         |
| -------------------- | --------- | ----------- |
| Belgrano             | Argentina | 2004 - 2007 |
| CAI                  | Argentina | 2007 - 2008 |
| Fénix                | Uruguay   | 2008 - 2009 |
| Danubio              | Uruguay   | 2009 - 2010 |
| Fénix                | Uruguay   | 2010 - 2011 |
| Budapest Honvéd      | Hungría   | 2012        |
| Progreso             | Uruguay   | 2013        |
| Radnički Kragujevac  | Serbia    | 2013 - 2014 |
| Juventud Las Piedras | Uruguay   | 2014        |
| Club Olimpo          | Argentina | 2015        |
| Potros de Barinas    | Venezuela | 2016        |
| Sportivo 9 de Julio  | Argentina | 2017        |

## Palmarés
| Logro                       | Año         |
| --------------------------- | ----------- |
| Segunda División de Uruguay | 2008 - 2009 |